# کارلو دولچی
کارلو دولچی (کارلینو دولچی) (۲۵ مه ۱۶۱۶ تا ۱۷ ژانویه ۱۶۸۶) یک نقاش ایتالیایی دورهٔ باروک بود که بیشتر در فلورانس کار می‌کرد او به دلیل بسیاری از نقاشی‌های مذهبی که در نسخه‌های گوناگون کشیده بود مشهور بود.

## زندگی
دولچی در فلورانس به دنیا آمد پدربزرگ مادری او نیز نقاش بود برپایهٔ گفته‌های زندگی‌نامه‌نویس او، دولچی با اینکه در دوران کودکی از خود استعداد نشان داده بود اما ممکن بود هفته‌ها بر سر کشیدن یک پا وقت بگذارد. روش او در نقاشی باعث شد تا کارهای حجیم و بزرگ به او سپرده نشود. کارهای او بیشتر محدود به چهره‌ها و چیزهای مقدس است و معمولاً در ابعاد بسیار کوچک‌اند. همچنین او بیشتر یک ترکیب را در نسخه‌های گوناگون نقاشی می‌کرد. دختر او نیز به نقاشی روی آورد و کارهای پدر را تقلید می‌کرد.
برخی آثار او در نگارخانه ملی لندن و برخی در کاخ پیتی نگهداری می‌شود.

## نگارخانه

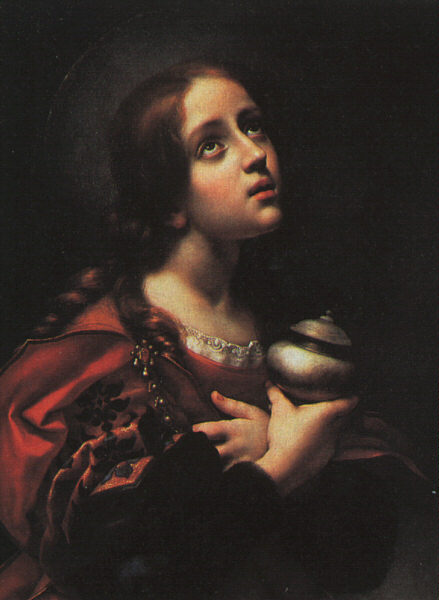
Magdalen
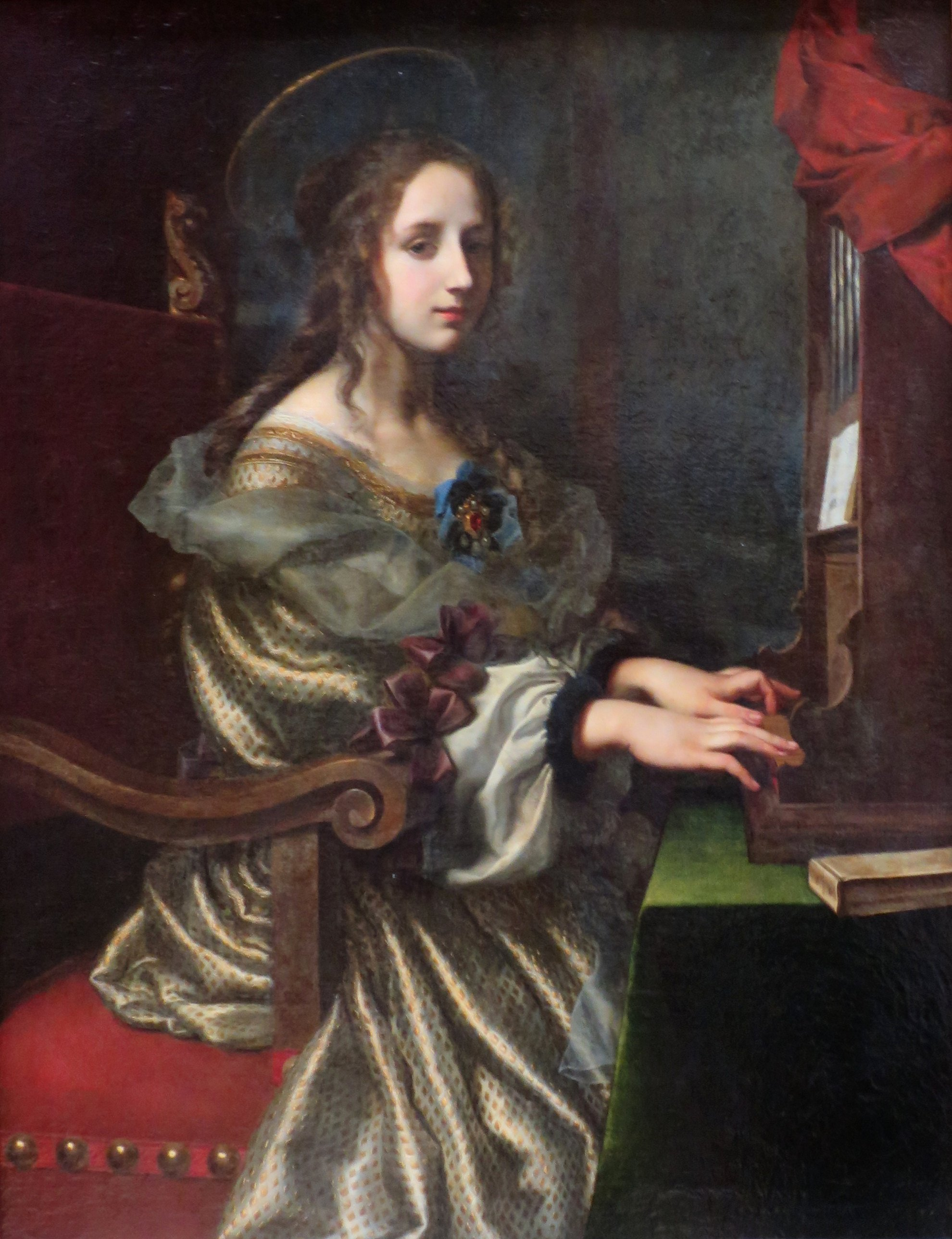
Saint Cecilia
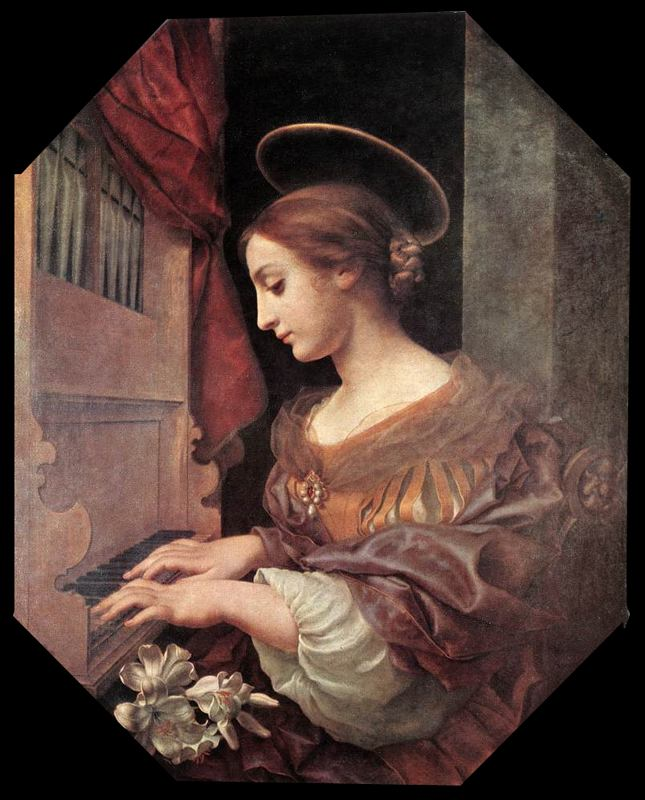
Saint Cecilia
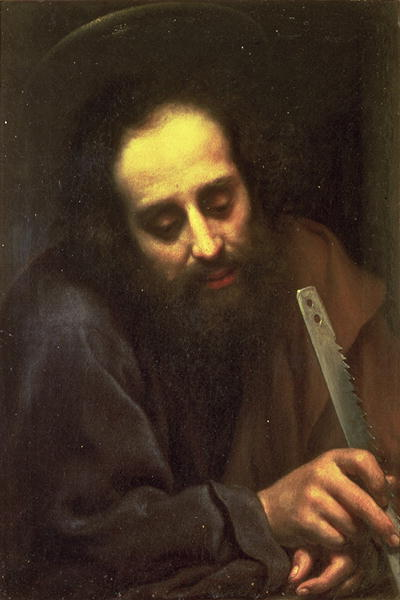
San Simone
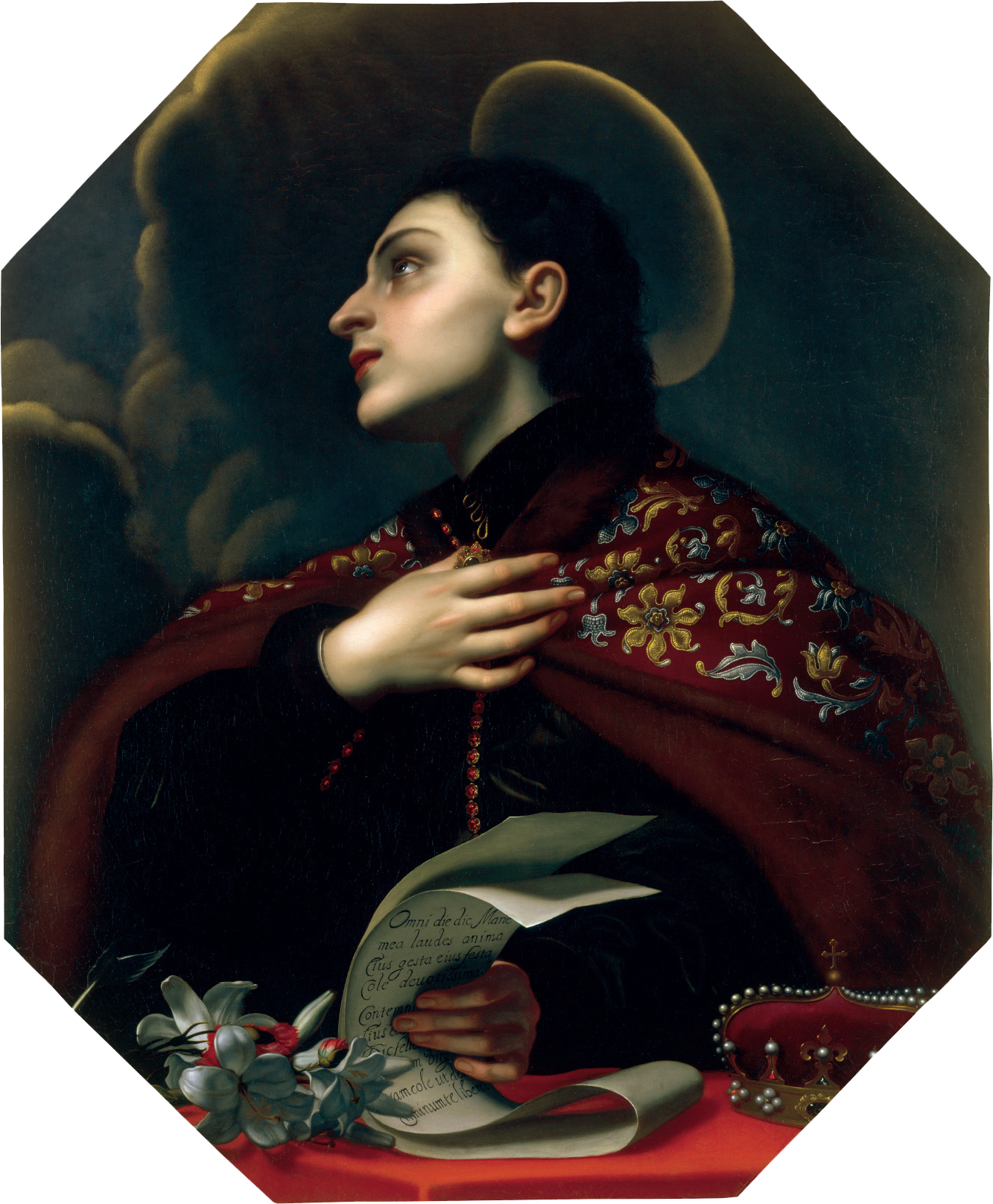
St Casimir
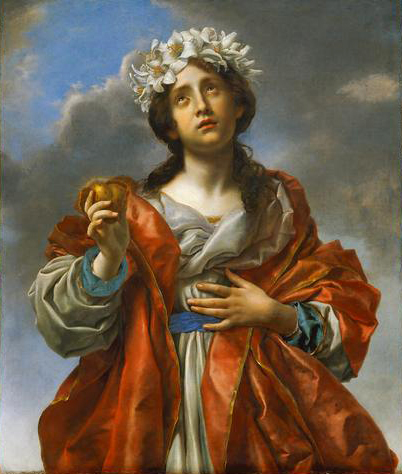
قدیس با قلب زرین
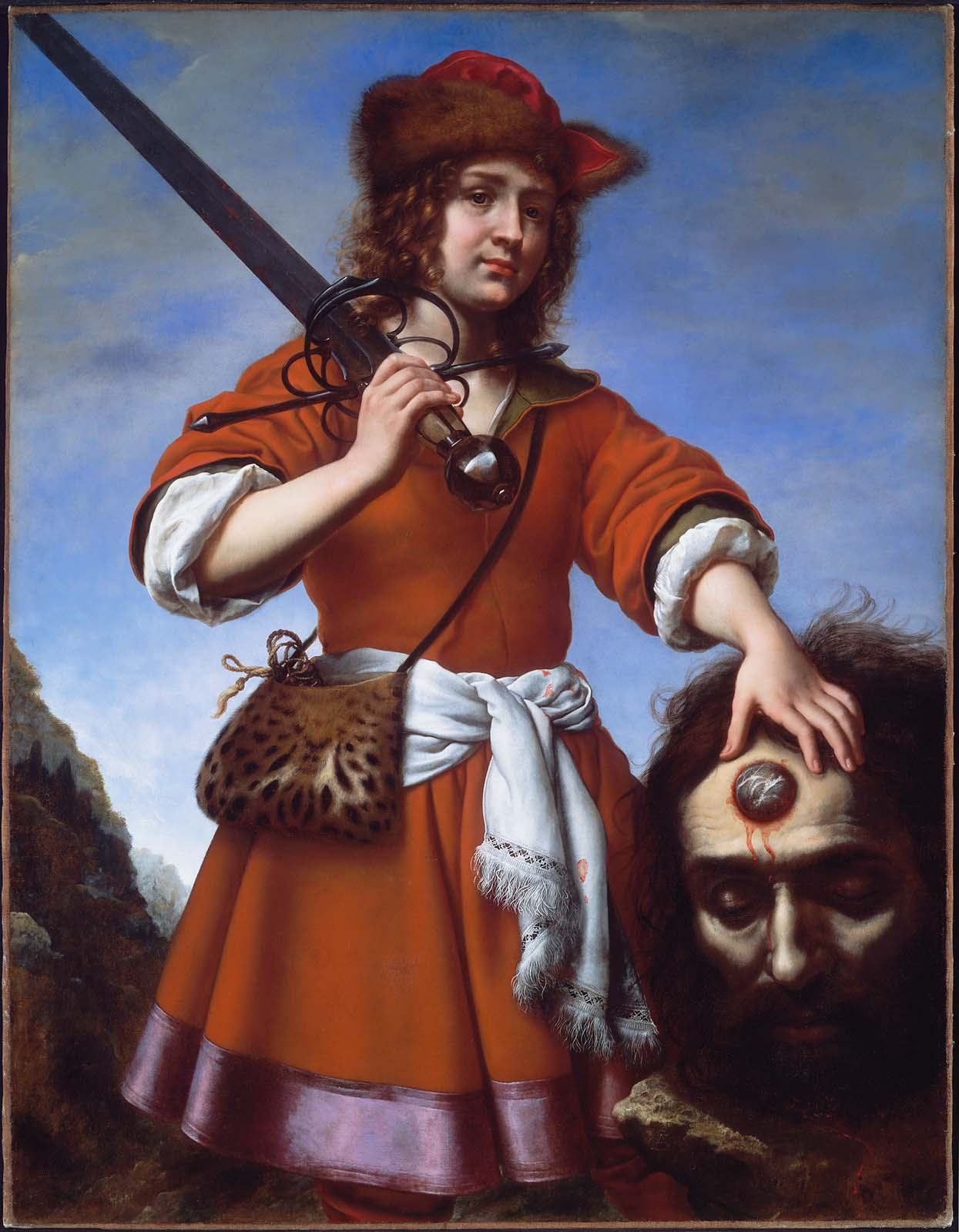
David with Head of Goliath
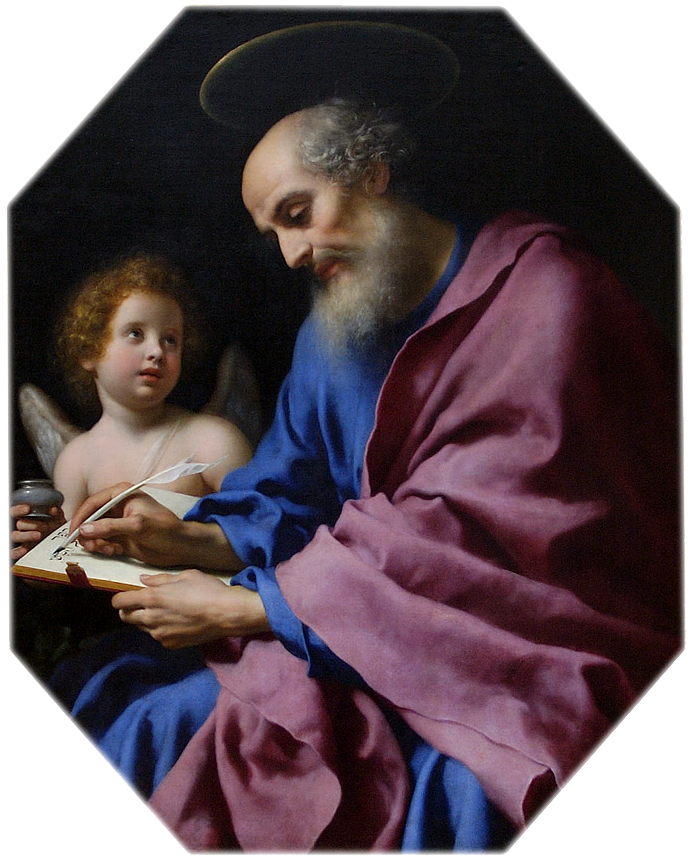
متیوی مقدس
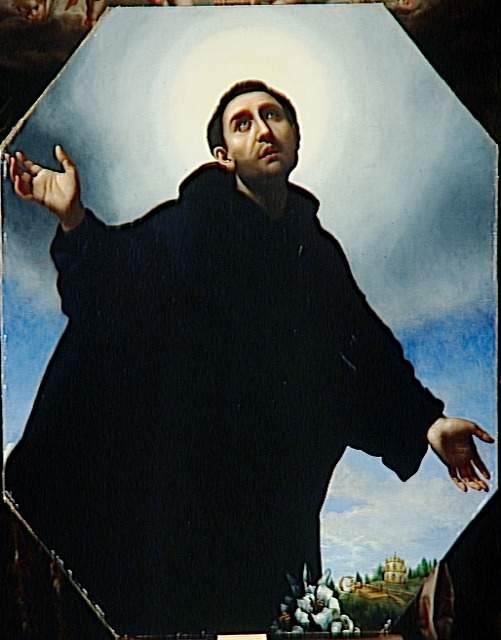
St Philip Benizzi
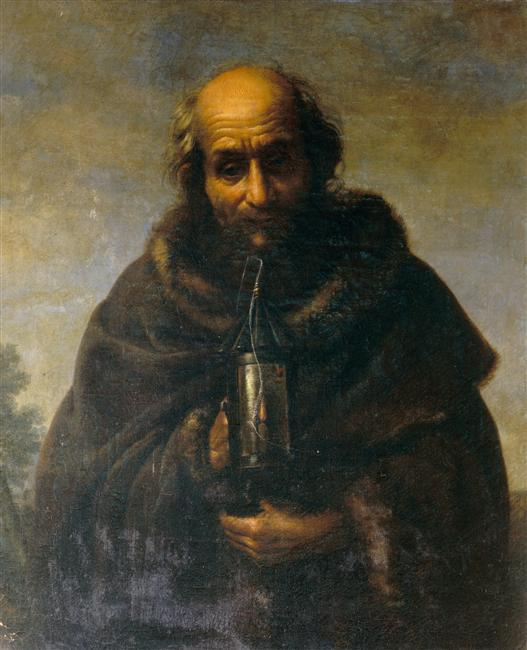
Diogenes
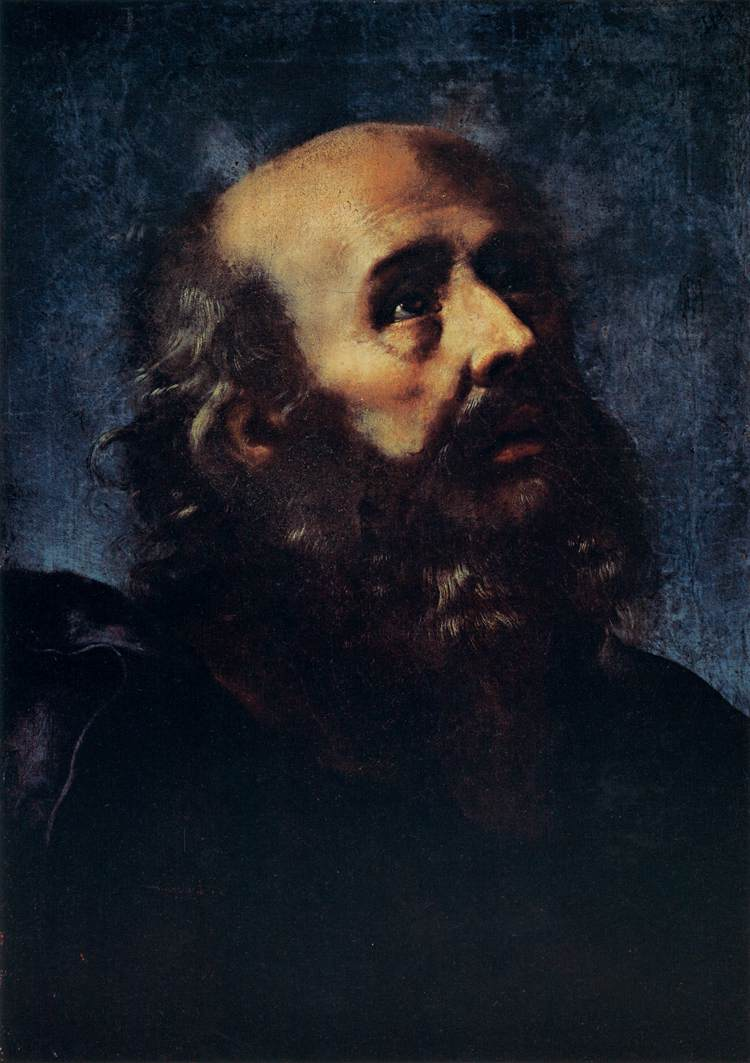
موسی
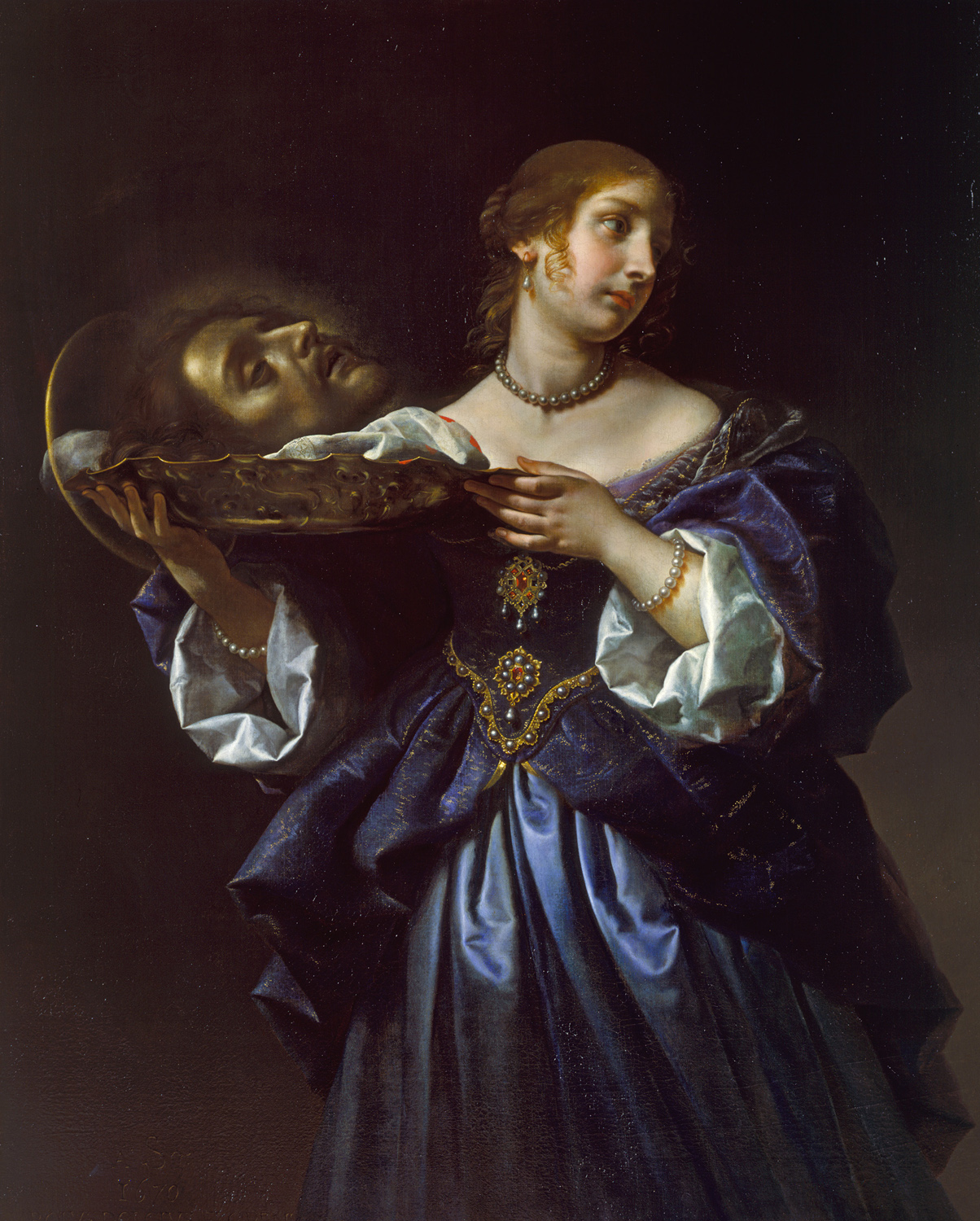
Salome and Head of St. John the Baptist
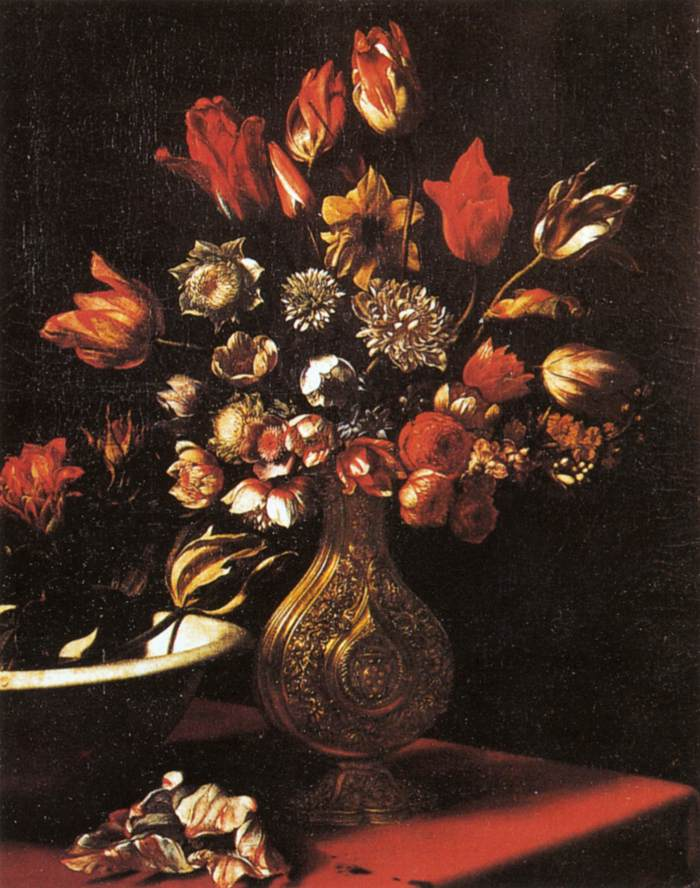
Still-life Flowers
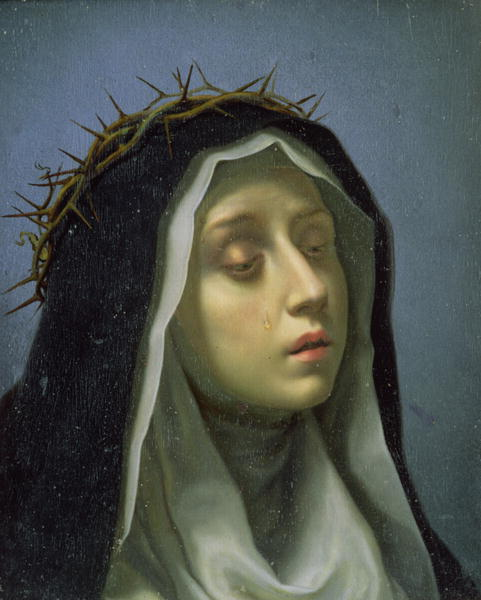
St Catherine of Siena
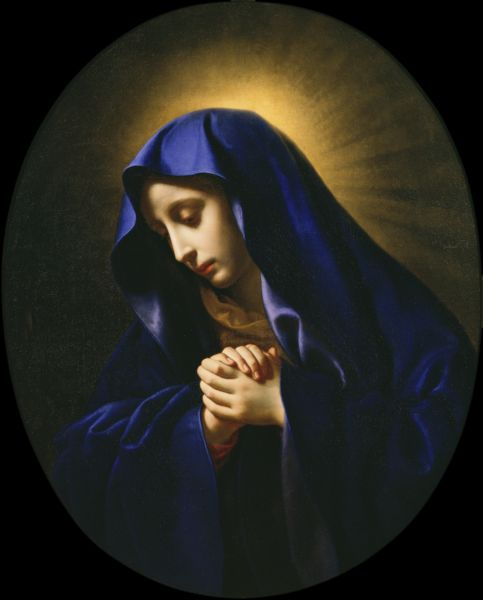
Mater Dolorosa
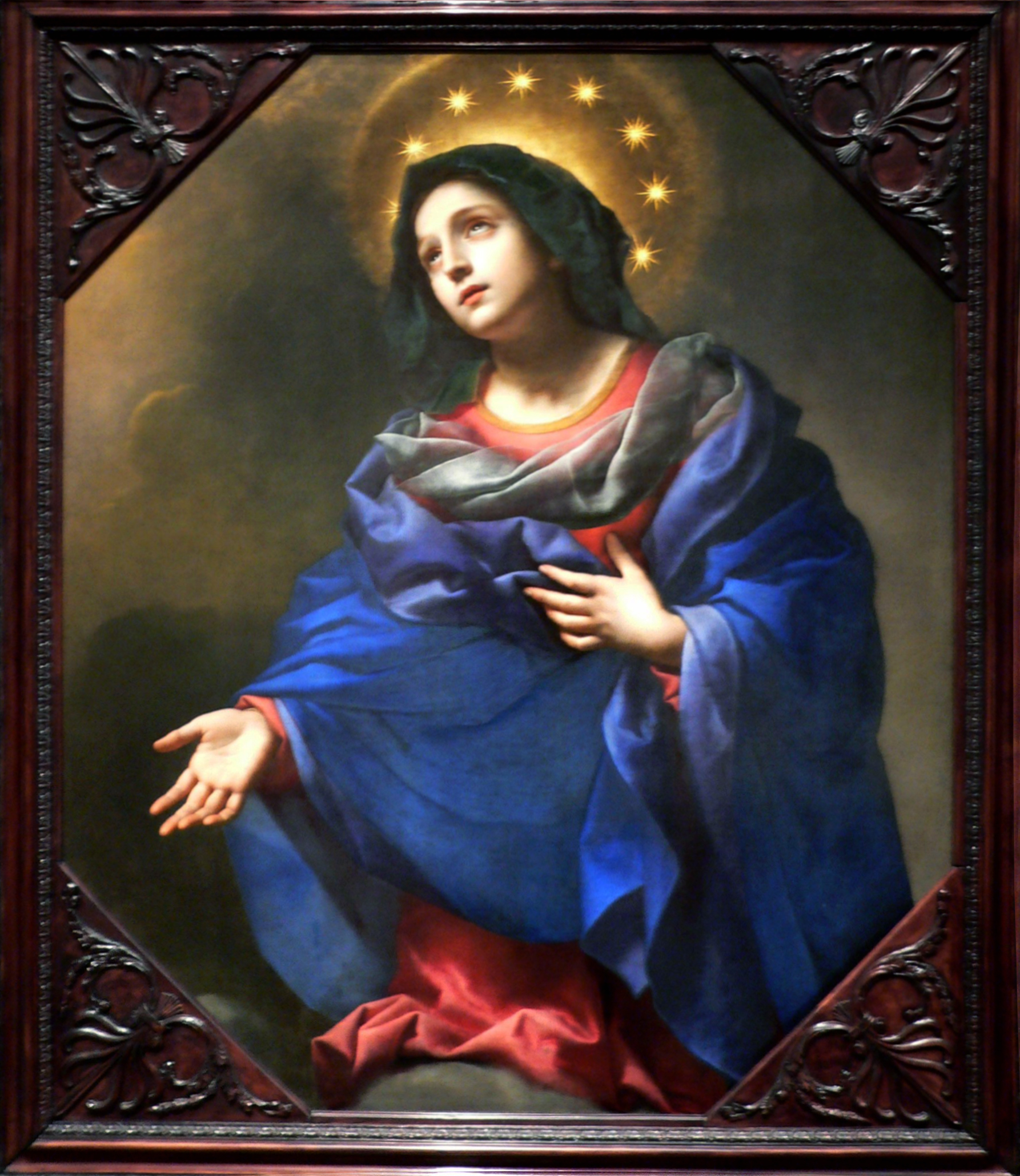
Madonna
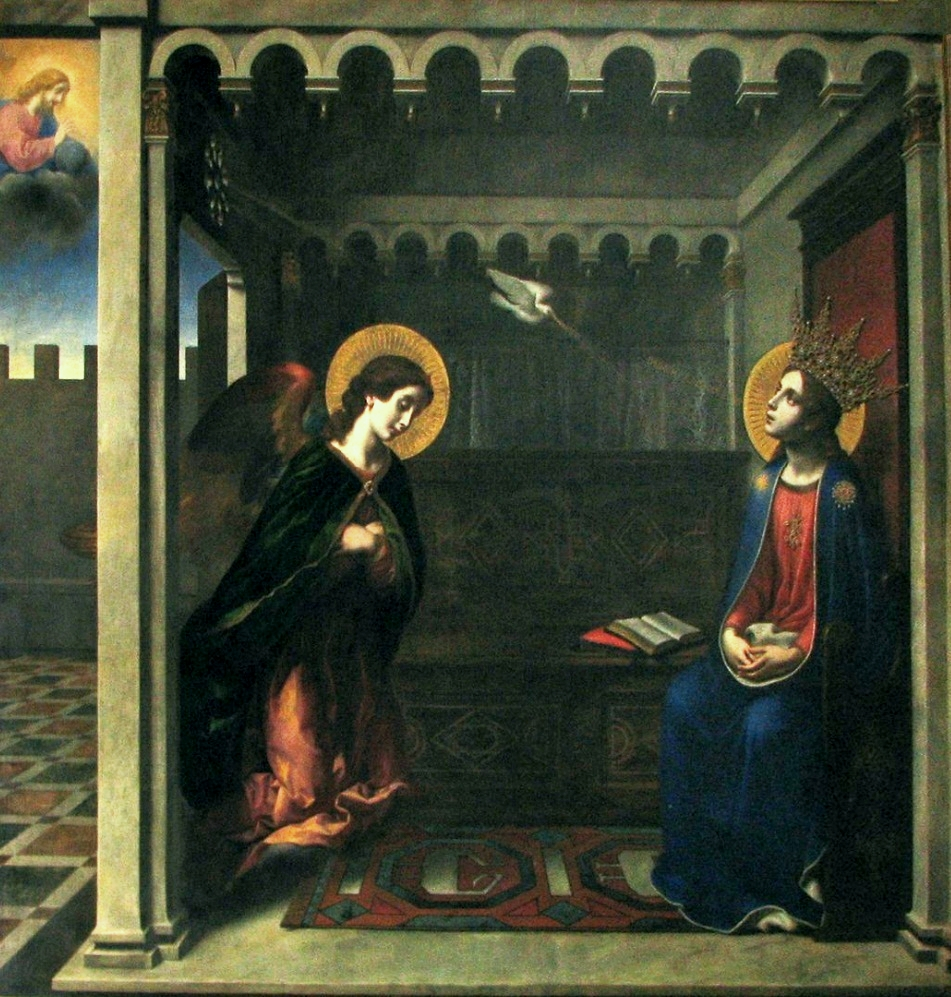
Annunciation
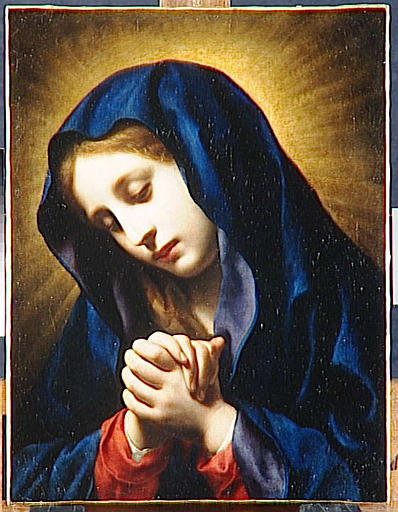
Annuciation Virgin
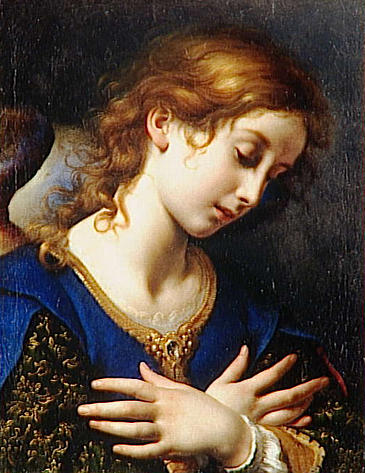
Annuciation Angel
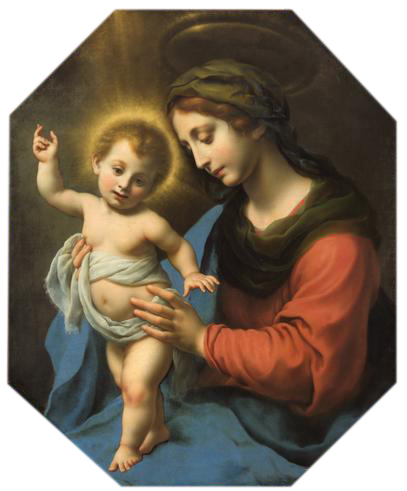
بانوی ما (مریم مقدس) و فرزندش
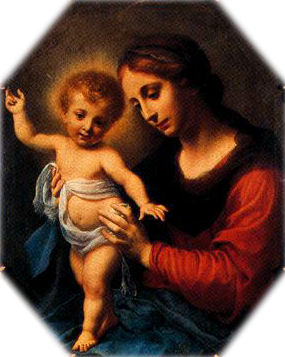
بانوی ما (مریم مقدس) و فرزندش
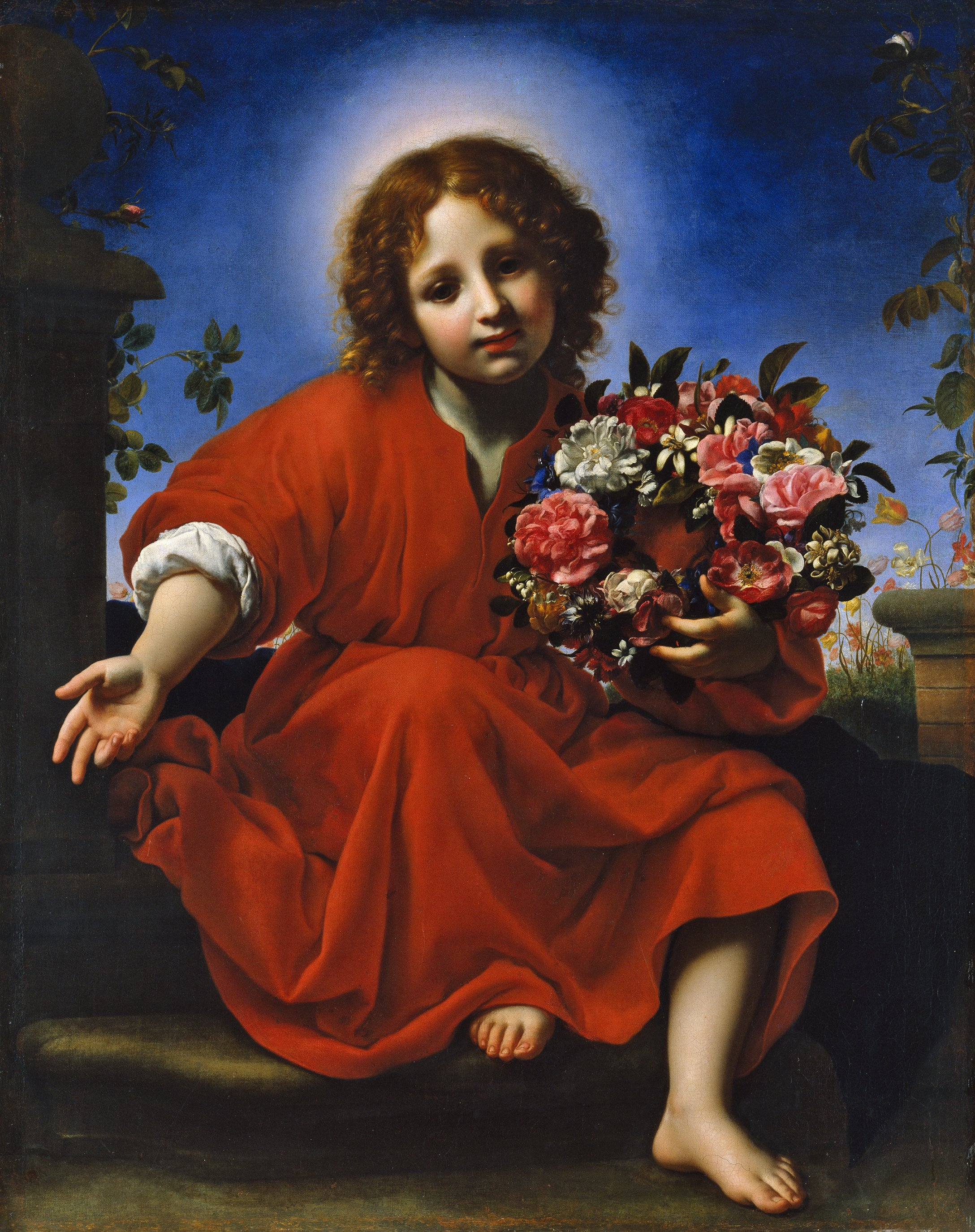
مسیح با گل‌ها (۱۶۶۳)
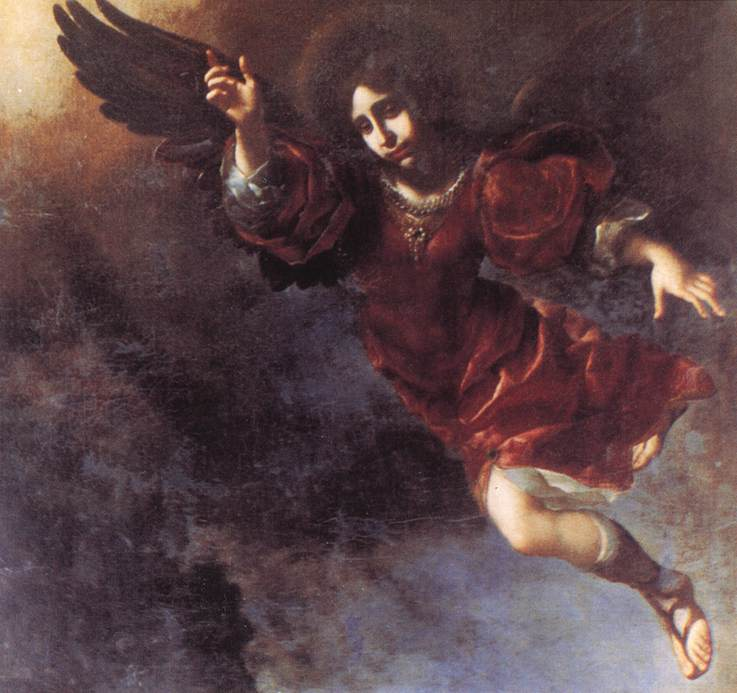
فرشتهٔ نگهبان
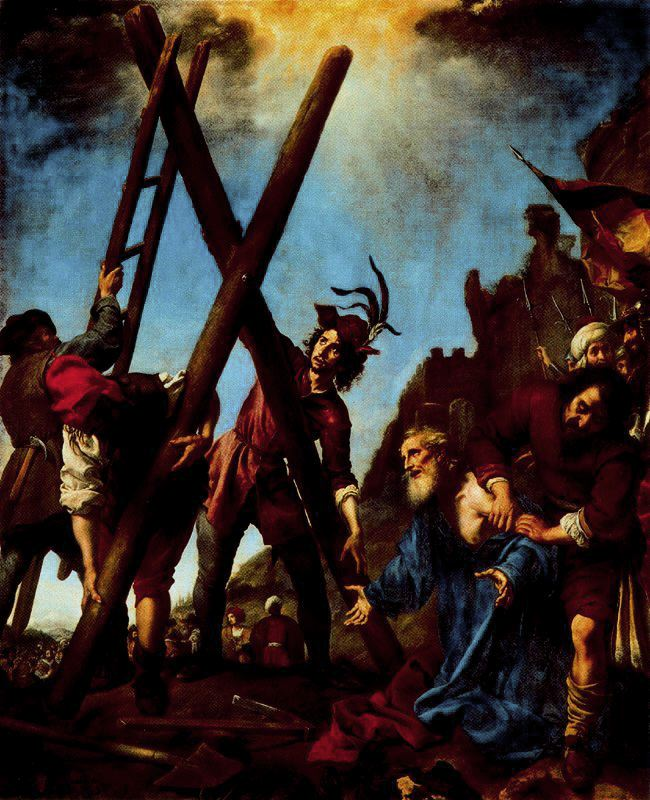
Cruxifixion of St. Andrew
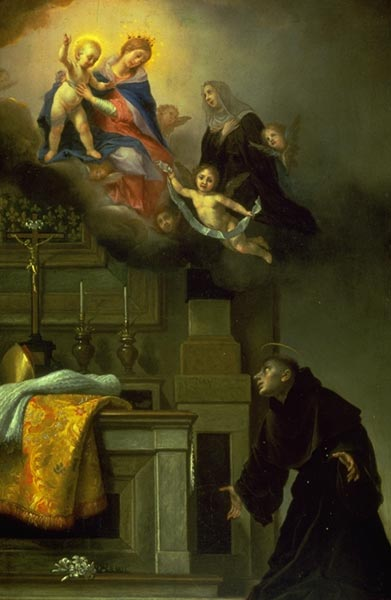
Vision of St Luigi (1675)
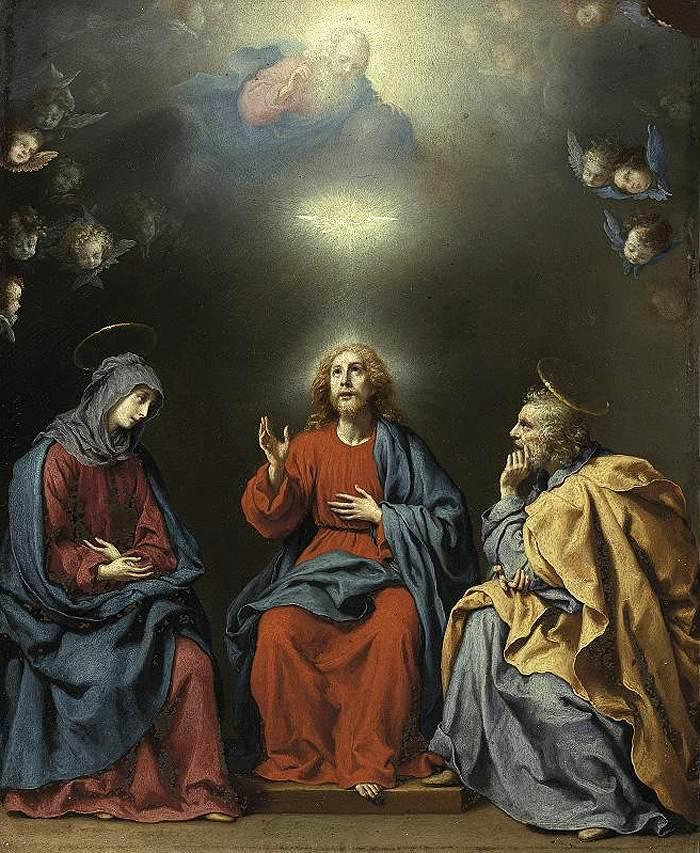
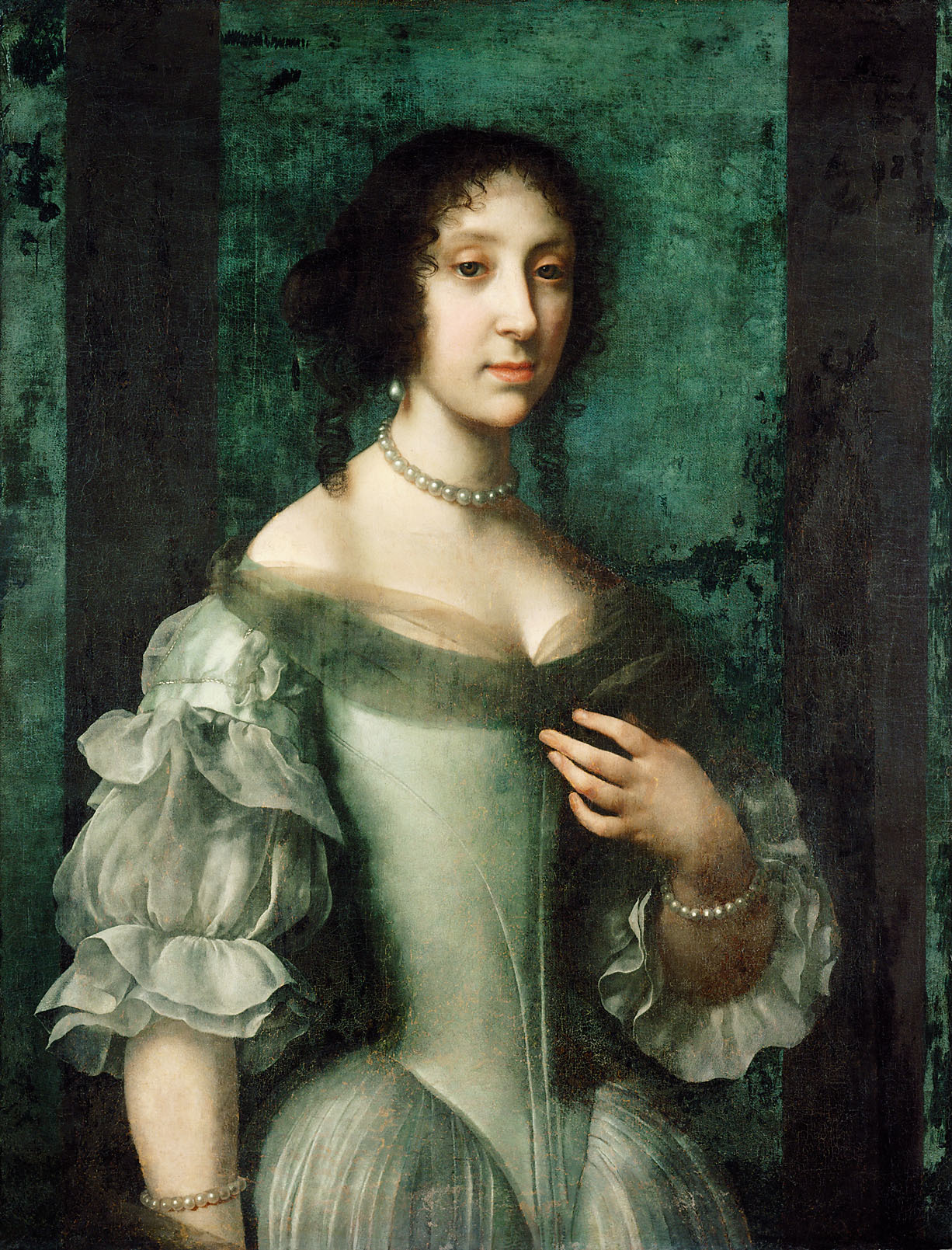
Claudia Felicitas of Austria
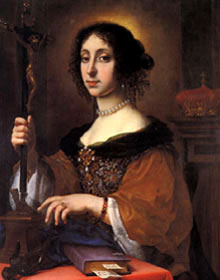
Claudia Felicitas of Austria
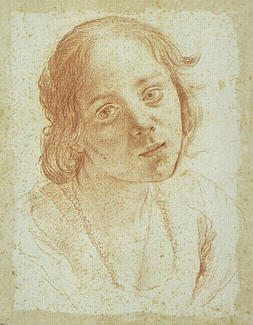
Teresa Bucherelli
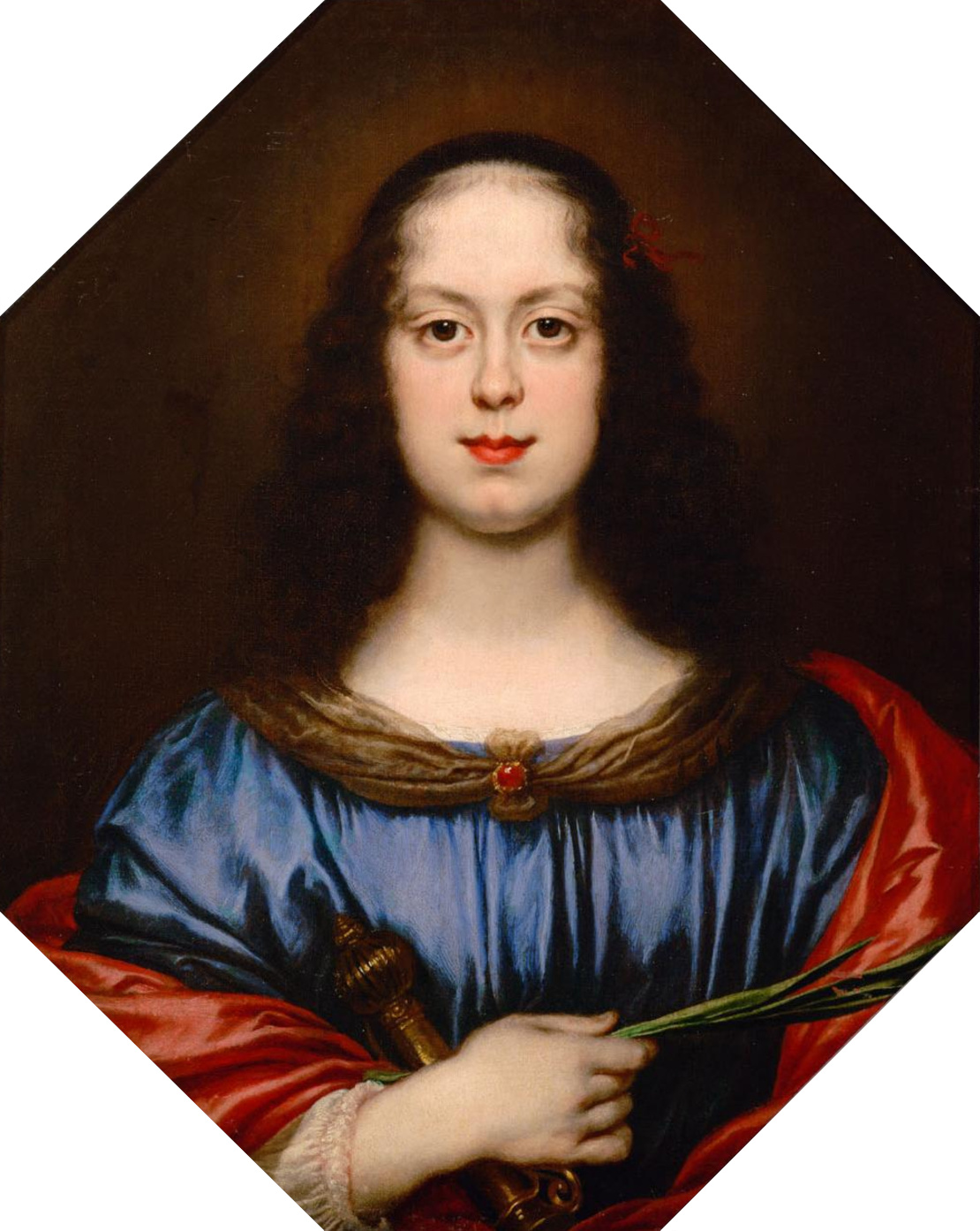
Vittoria della Rovere
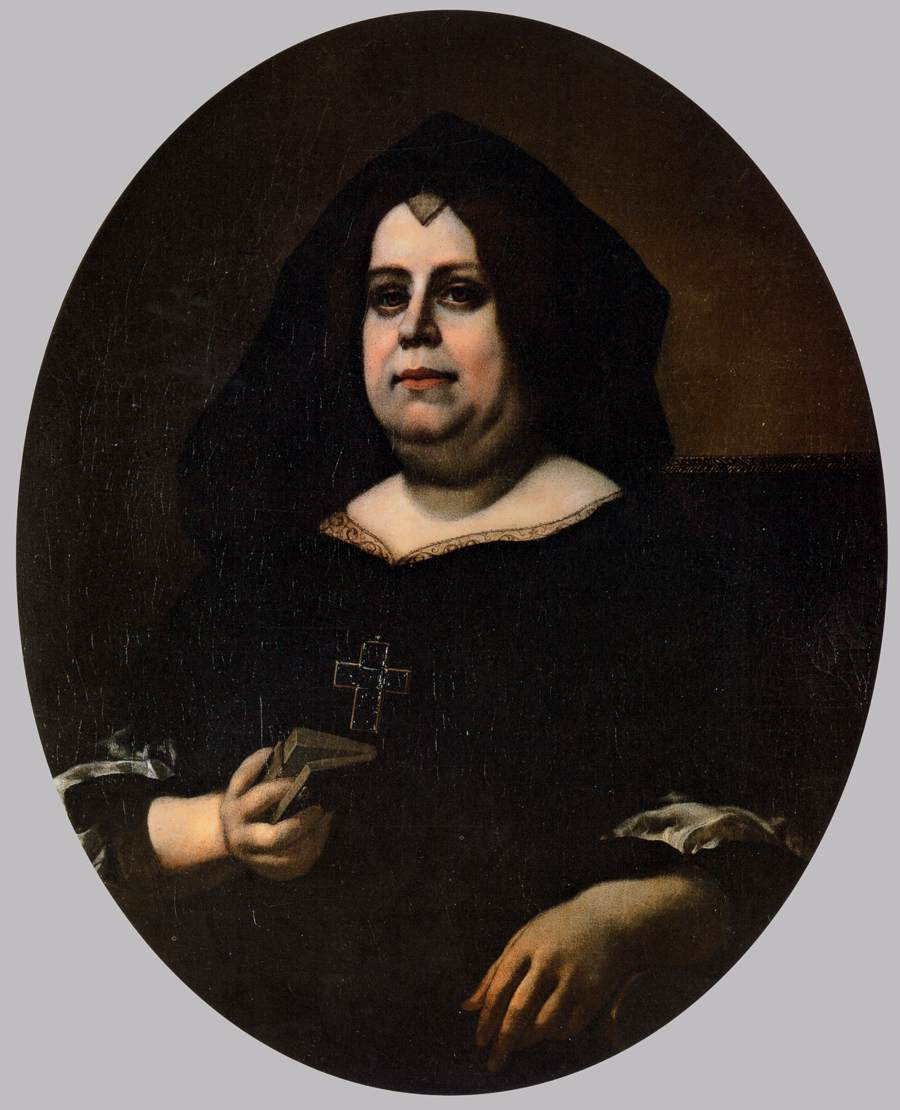
Vittoria della Rovere as Widow
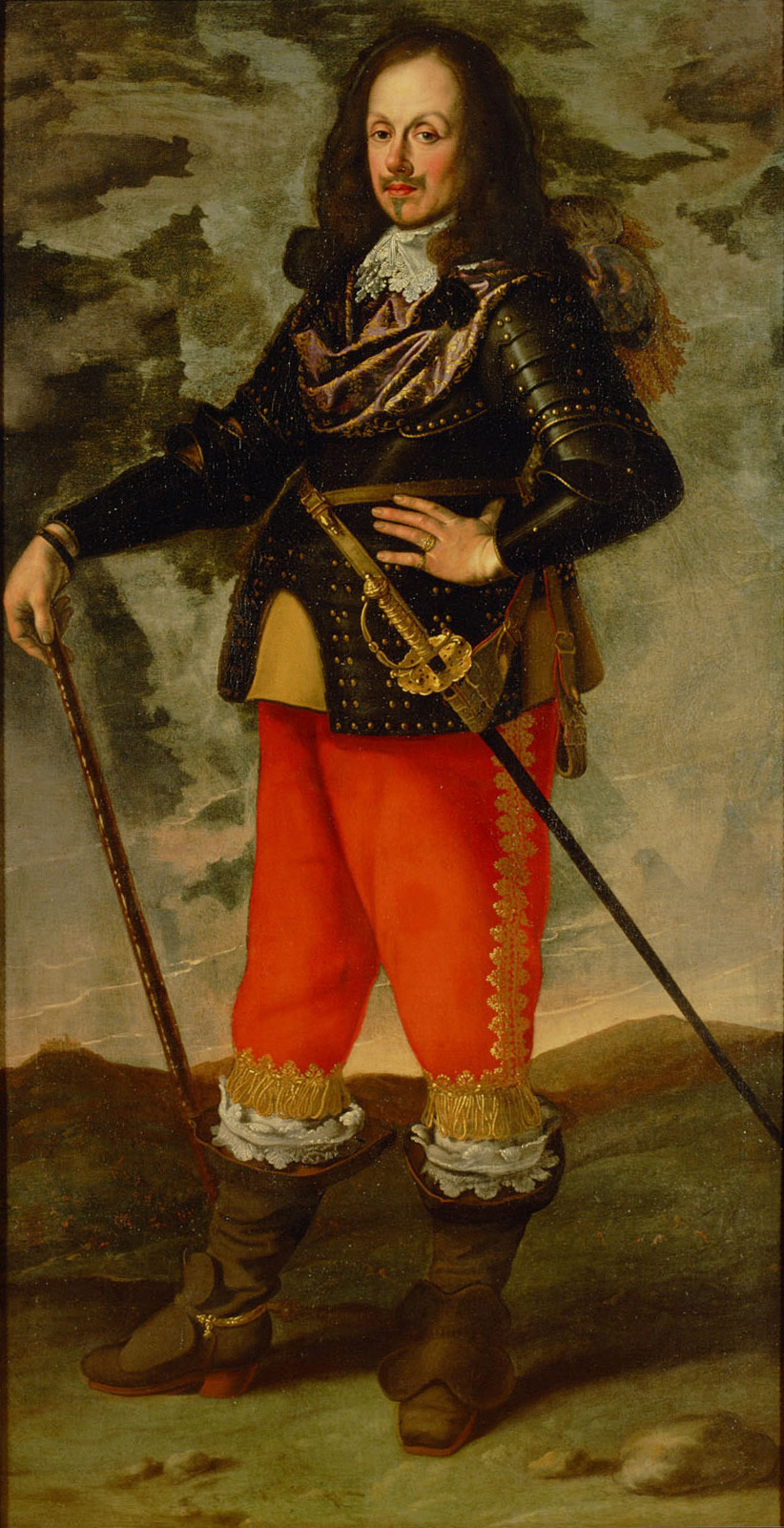
Mattias de' Medici (1635)
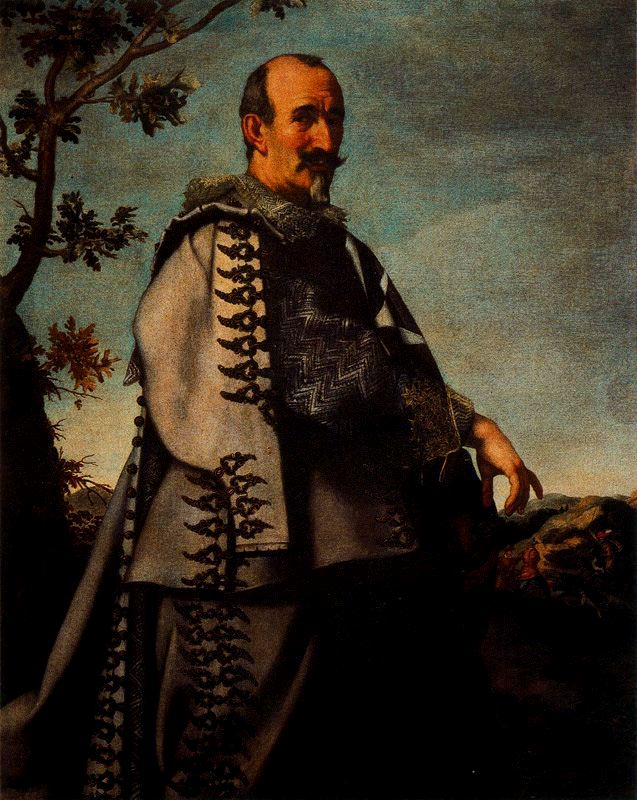
Ainolfo de Bardi
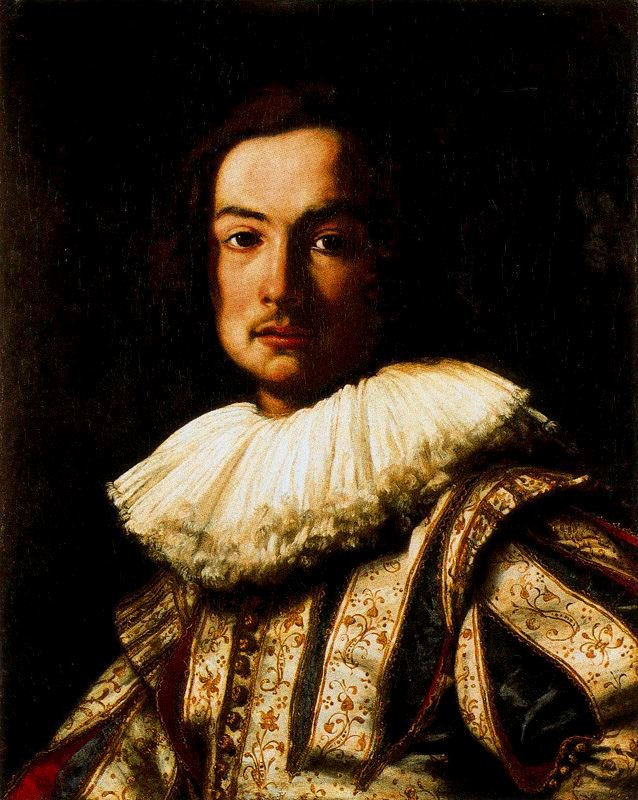
Stefano della Bella
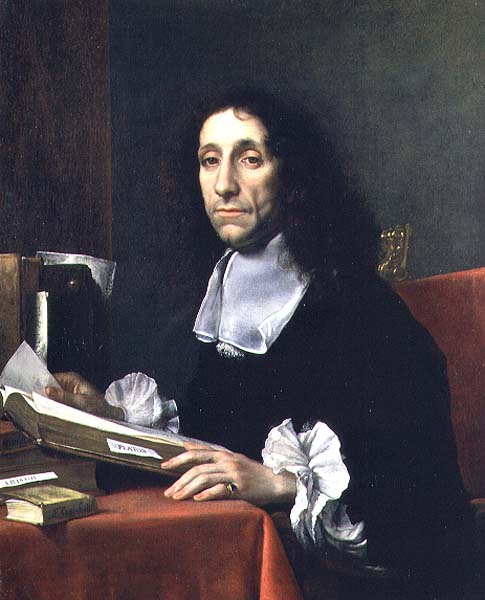
Sir Thomas Baines